# Tooth Peak
Tooth Peak är en bergstopp i Antarktis. Den ligger i Östantarktis. Nya Zeeland gör anspråk på området. Toppen på Tooth Peak är 1 817 meter över havet, eller 28 meter över den omgivande terrängen. Bredden vid basen är 2,7 km.
Terrängen runt Tooth Peak är kuperad österut, men västerut är den platt. Trakten är obefolkad. Det finns inga samhällen i närheten. 